# Anton Ortallo

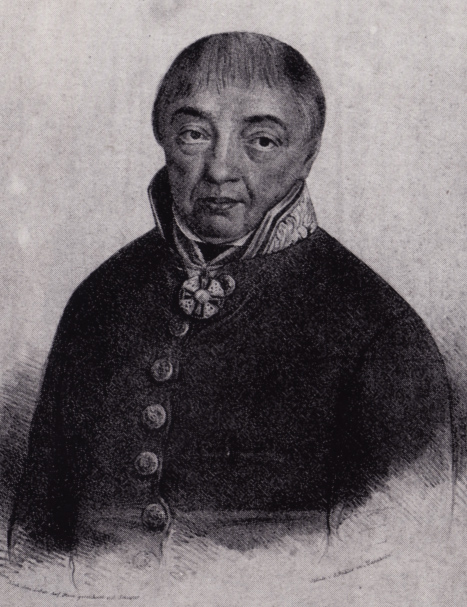
Anton Ortallo

Anton Ortallo (* 1777; † 8. Juli 1844 in Eppingen) war ein kurpfälzisch-badischer Staatsbeamter. Er war als Amtmann fast 50 Jahre im Kraichgau bzw. im  nördlichen Teil Badens unter verschiedenen damaligen deutschen Staaten im Staatsdienst tätig.

## Leben
Er entstammte einer Kaufmannsfamilie in Mannheim, die wohl aus Italien zugezogen war. Anton Ortallo heiratete Babette geborene Seelheim († 10. Juni 1849), Tochter des Jacob Seelheim von Heidelberg und der Maria Elisabeth geborene Weerle. Aus Ortallos Ehe gingen vier Kinder hervor: Gustav Adolf Heinrich († 24. November 1836, 20 Jahre alt); Albine (* um 1817); Elise († 27. September 1842, 24 Jahre alt) und Alexander (* um 1823).
Während seiner langen Berufstätigkeit erlebte er von 1795 bis 1844 alle staatlichen Veränderungen, die ab dem Ende des 18. Jahrhunderts bis zur Mitte des 19. Jahrhunderts in Deutschland erfolgten, vom Ende der Kurpfalz (1803) und des Heiligen Römischen Reiches Deutscher Nation 1806 bis zur Entwicklung des Großherzogtums Baden zur konstitutionellen Monarchie mit einer geordneten Verwaltung.
In kurpfälzischen Diensten war er von 1795 bis 1805 als Schultheiß in Hilsbach tätig, und in Diensten des kurzlebigen Fürstentums Leiningen war er 1806 bis 1808 Justizamtmann des Fürstlich Leiningschen Justizamtes Hilsbach in Sinsheim.
Seit 1808 stand er in badischen Diensten: 1808 bis 1813 Amtmann des Fürstlich Leiningschen Justizamtes Hilsbach, 1814 bis 1827 Amtmann des Bezirksamts Boxberg, 1827 Amtmann in Ettlingen, 1827 bis 1844 Oberamtmann des Bezirksamts Eppingen.
Als Amtmann war er damals als oberster Verwaltungsbeamter und Vertreter des jeweiligen Landesherrn tätig, im Rahmen der Gerichtsbarkeit übernahm er Aufgaben als Richter und Notar.
hr 1834 wurde ihm das Ritterkreuz des Zähringer Löwen-Ordens verliehen.